# 第2回大阪マラソン〜OSAKA MARATHON 2012〜
第2回大阪マラソン〜OSAKA MARATHON 2012〜は2012年11月25日（日曜日）に開催された大阪マラソンの第2回大会。同年4月5日から5月7日までの期間に、出場者を募集していた。

## 募集要項
大会名称
- 日本語： 第2回大阪マラソン〜OSAKA MARATHON 2012〜[1]
- 英語： Osaka Marathon 2012

開催日時
- 2012年11月25日（日曜日）

大阪マラソン EXPO2012
ランナーの受付と同時に開催するイベント。
- 日時： 2012年11月23日（金曜日）から24日（土曜日）
- 場所： インテックス大阪 1・2・3号館

開催時間
- 08:55 車椅子スタート
- 09:00 フルマラソン・チャレンジランスタート
- 10:50 チャレンジラン終了
- 16:00 フルマラソン終了

コース
参加資格
- マラソン

いずれも1994年4月1日以前に生まれた者で、一般・登録部門はフルマラソンを6時間30分以内に完走できる男女。車椅子部門はレース仕様車で2時間20分以内に完走できる男女計30人。
- チャレンジラン(8.8km)

1997年4月1日以前に生まれ、1時間20分以内に完走できる男女。
参加料、定員、制限時間など
| 種目 | 申し込み方法 | カテゴリー       | 定員     | 制限時間  | 参加料                        |
| --- | ------------ | ---------------- | -------- | --------- | ----------------------------- |
| フルマラソン | 個人         | 登録 一般 車椅子 | 28,000人 | 7時間     | 10,000円(国内) 12,000円(国外) |
| フルマラソン | ペア         | 一般             | 28,000人 | 7時間     | 28,000円                      |
| フルマラソン | グループ     | 一般             | 28,000人 | 7時間     | 98,000円                      |
| チャレンジラン | 個人         | 一般             | 2,000人  | 1時間50分 | 5,000円(国内) 6,000円(国外)   |
| 登録…日本陸上競技連盟登録競技者、一般…日本陸上競技連盟未登録者等。 ※参加料とは別に1人につき1口500円のチャリティー募金を2口以上が必要 |              |                  |          |           |                               |

表彰
- 男女各1 - 8位
- 年代別5歳刻みの男女各1 - 3位(上記の表彰者を除く)
- 車椅子は男女各1 - 8位
- チャレンジランの表彰はなし

## 運営結果
大会終了翌日に発表された確定データ から作成
|                       | 出走者   | 完走者   | 完走率 |
| --------------------- | -------- | -------- | ------ |
| マラソン（42.195km）  | 28,343人 | 27,112人 | 95.7％ |
| チャレンジラン(8.8km) | 2,115人  | 2,095人  | 99.1％ |
| 合計                  | 30,458人 | 29,207人 | 95.9％ |

|     | マラソンの部（男子）       | タイム                | マラソンの部（女子）   | タイム               | 車いすの部（男子） | タイム                | 車いすの部（女子） | タイム                |
| --- | -------------------------- | --------------------- | ---------------------- | -------------------- | ------------------ | --------------------- | ------------------ | --------------------- |
| 1位 | セルオド・バドオチル (MNG) | 2:11:54（大会新記録） | リディア・シモン (ROU) | 2:33:14（大会2連覇） | 山本浩之 (JPN)     | 1:28:16（大会新記録） | 土田和歌子 (JPN)   | 1:53:47（大会新記録） |
| 2位 | 中村泰之 (JPN)             | 2:15:39               | ジュリア・モンビ (KEN) | 2:34:18              | 洞ノ上浩太 (JPN)   | 1:31:25（大会新記録） |                    |                       |
| 3位 | 佐藤敦之 (JPN)             | 2:16:28               | 猪野祐貴 (JPN)         | 2:43:26              | 花岡伸和 (JPN)     | 1:33:54               |                    |                       |

シカゴマラソン賞
- 大阪在住男子1位：徳原淳治 （2:20:38）
- 大阪在住女子1位：鷺森愛子 （2:53:10）

沿道応援者数
1,188,500人

## テレビ中継
大阪マラソンを後援している読売テレビ（ytv）が午前中、毎日放送（MBS）が午後にフルマラソンの生中継を組み込んだ特別番組を関西ローカルで放送。いずれも通常のローカル放送枠・再放送枠を充てていたが、放送時間帯は第1回大会（2011年）と逆になっている（第1回大阪マラソン〜OSAKA MARATHON 2011〜#テレビ中継を参照）。
ytv『eo光スポーツスペシャル 大阪マラソン2012〜3万人の感動チャレンジ生中継SP〜』（9:55 - 11:25）
- フルマラソンコースの途中に当たる中之島の特設スタジオから、辛坊治郎（ytvの元アナウンサー・元報道局解説委員長）・森たけし（同局アナウンサー、第1回大会・市民ランナーの部で完走）・虎谷温子（同局アナウンサー）の司会で進行。メッセンジャーあいはら・斉藤雪乃（いずれも第1回大会・市民ランナーの部で完走）・赤星憲広（チャレンジランに参加）をゲストに迎えながら、同局の番組（『朝生ワイド す・またん!』『情報ライブ ミヤネ屋』『かんさい情報ネット ten!』『もってる!? モテるくん』）から参加した吉田奈央（同局アナウンサー）・蓬莱大介（気象予報士）・石田靖・中間淳太・スマイルに密着した中継やミニドキュメントを放送した。
- 番組の後半では、男子マラソンの部のゴール中継を挿入。セルジオ・バトオチル（モンゴル）が先頭でゴールに到着したシーンを、小澤昭博（ytvのスポーツアナウンサー）の実況で伝えた。また、途中地点でのリポートを本野大輔・中谷しのぶ、ランニングリポートを五十嵐竜馬（いずれも同局アナウンサー）が担当した。

MBS『eo光スポーツスペシャル 大阪マラソン2012〜大阪に笑顔の虹を!情熱のランナー感動のフィニッシュ〜』（13:00 - 15:24）
- フルマラソンのフィニッシュ地点（インテックス大阪）付近の特設スタジオから、河田直也・松井愛（いずれもMBSアナウンサー）の司会で進行。トミーズ健・ハイヒールモモコ・千葉真子をゲストに迎えたうえで、同局の番組（『ちちんぷいぷい』『せやねん!』『プリプリ』『ごぶごぶ』『上泉雄一のええなぁ!』）から参加している「MBSチャレンジランナー」への密着中継、福本愛菜（当時NMB48、大会公認のチャリティーランナーとして出場）のゴールシーン、車いす部門女子の部で大会新記録を樹立した土田和歌子（アテネパラリンピック女子マラソン銀メダリスト、ロンドンパラリンピック女子陸上日本代表）のドキュメントなどを放送した。ランナーの1人である東野幸治は他局の関係で14時30分以降にゴールという事になっていた。
- フィニッシュ地点での実況を近藤亨、移動中継車からの実況を馬野雅行、途中地点でのリポートを吉竹史（第1回大会で市民マラソンの部を完走）・井上雅雄・金山泉・松本麻衣子、VTRのナレーションを西村麻子（いずれもMBSアナウンサー）・三嶋真路が担当した。また、上泉雄一（同局アナウンサー、『上泉雄一のええなぁ!』メインパーソナリティ）が、『せやねん!』代表で参加のトミーズ雅に並走しながらゴールまで実況。山中真（同局アナウンサー）は、『ちちんぷいぷい』代表の「チャレンジランナー」として完走を果たした後に、「虹のオブジェ」[3] のリポーターを務めた。

## ラジオ・インターネット中継
ラジオ放送部門（MBSラジオ）を運営している毎日放送では、「上泉雄一の42.195kmつぶやきマラソン」という企画で、上泉が市民マラソンの部のスタートから35km地点付近まで実況。MBSラジオでは、その音声を公式サイト内の特設ページからリアルタイムで配信するとともに、『日曜出勤生ラジオ』（午前中のレギュラー番組）でも音声の一部を流した。ちなみに上泉は、当企画での中継を終了した直後から、前述の特別番組で実況を継続。トミーズ雅とともに、4時間56分01分というタイムで2年連続の完走を果たした。